# Litla-Hraun

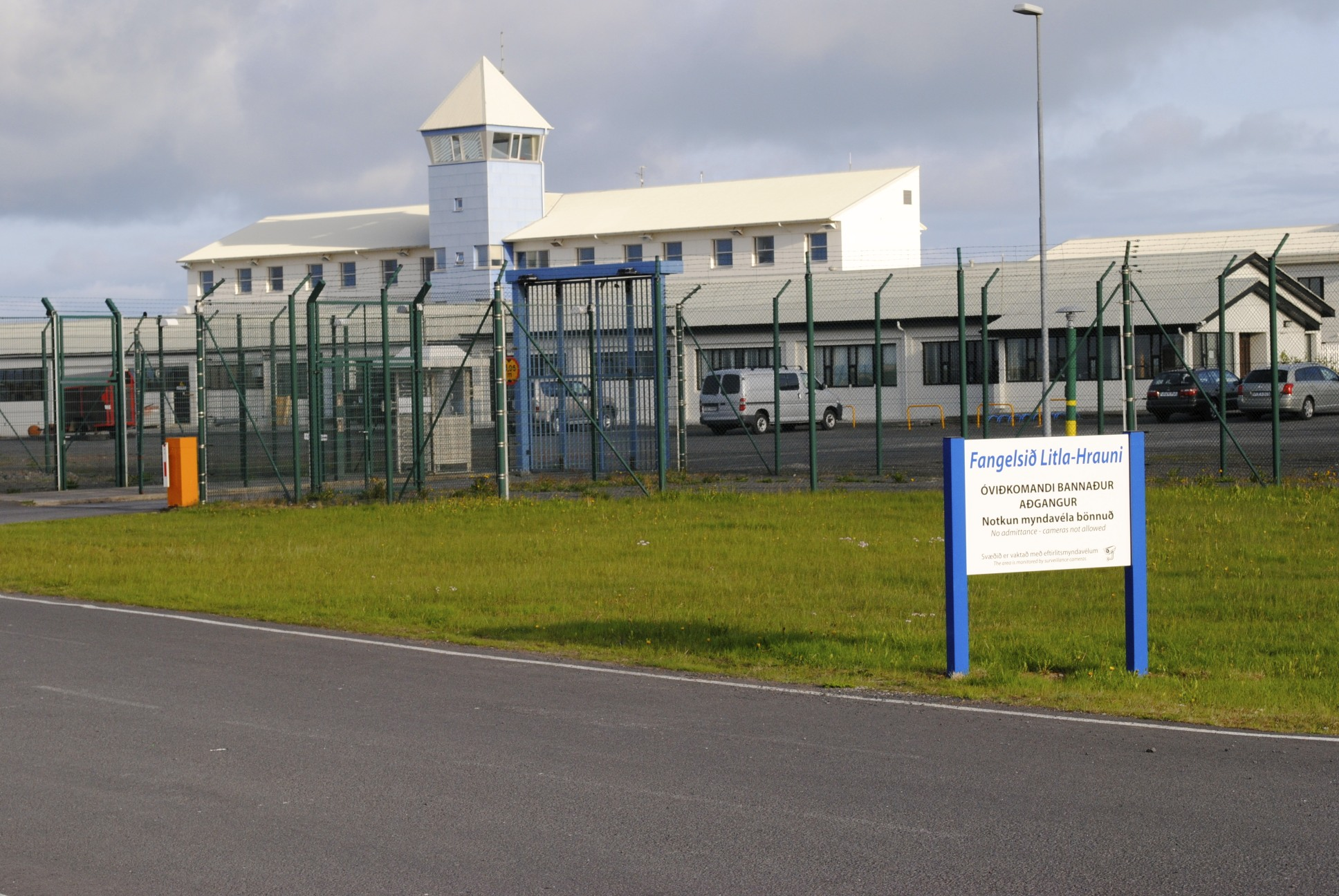
Das Litla-Hraun-Gefängnis

Litla-Hraun ist das größte Gefängnis in Island. Es liegt im Südwesten Islands außerhalb von Eyrarbakki in der Region Suðurland.

## Geschichte
Das Gefängnis nahm den Betrieb am 8. März 1929 auf, in einem Gebäude, das ursprünglich 1919 als Krankenhaus vom isländischen Staatsarchitekten Guðjón Samúelsson gebaut worden war. Es wurde seither um weitere Gebäude erweitert, zuletzt 1995, und bietet Platz für 87 Strafgefangene. Die Gefangenen in Litla-Hraun stellen unter anderem Kraftfahrzeugkennzeichen her.
Im Januar 2019 wurde in den Medien fehlende psychologische und psychiatrische Betreuung der Strafgefangenen in isländischen Gefängnissen kritisiert, nachdem ein Insasse von Litla-Hraun, der wegen wiederholten Fahrens unter Drogeneinfluss zu 12 Monaten Gefängnis verurteilt worden war, Suizid begangen hatte. In Litla-Hraun sei kein Psychiater angestellt, obwohl 50 bis 75 Prozent der Gefangenen unter psychischen Krankheiten litten.

## Trivia
Die isländische Fernsehserie Fangavaktin (2009), eine Fortsetzung von Næturvaktin, spielt im Gefängnis Litla-Hraun. 2011 nahm der amerikanische Stand-up-Comedian Doug Stanhope (ohne zu diesem Zeitpunkt von der Fernsehserie zu wissen) Kontakt mit Jón Gnarr auf, dem Hauptdarsteller von Fangavaktin und damals Bürgermeister von Reykjavík, und trat im September vor den Gefangenen von Litla-Hraun auf.